# Светогоров, Пётр Дмитриевич
Пётр Дмитриевич Светогоров (1741—1813) — тверской купец 1-й гильдии, городской голова в конце XVIII — начале XIX вв.

## Биография
Родился в 1741 году в Твери в купеческой семье. Младший брат Кондрата Дмитриевича Светогорова, в 1785—1788 гг. занимавшего пост городского головы.
В 1764 году унаследовал от отца кожевенную и канатную фабрики. В 1778 году основал ещё и полотняную фабрику. Предприятия Светогорова были крупнейшими в городе. Помимо мануфактур владел несколькими лавками. Торговал продукцией своих фабрик, а также хлебом, доставляя товар в Санкт-Петербург водным путем.
Купец 2-й гильдии, в 1792 году записался купцом 1-й гильдии.
Проживал в заволжской части города, в 1-м квартале.
В 1774—1776 годах избирался бургомистром провинциального магистрата, а в 1779—1782 годах — городского магистрата.
Четыре раза занимал должность пост городского головы (избирались на трехлетний срок): в 1788—1791, 1794—1797, 1800—1803 и с 2 января 1809 по 18 мая 1811 гг., когда был освобождён по болезни.
Скончался в 1813 году. Похоронен на кладбище Николо-Малицкого монастыря.